# Farveeg
Farveeg (Quercus velutina), også skrevet Farve-Eg, er et stort, bredkronet træ med en opret, men kroget vækst. Træet plantes nu og da i parker og større haver på grund af det smukke høstløv.

## Kendetegn
Farveeg er et stort, løvfældende træ med en kraftig stamme og tykke, krogede grene. Barken er først tæt hårklædt og rødlig. Senere bliver den lysegrøn og tyndere behåret, og gamle grene og stammer får efterhånden en grå og smalfuret bark. Knopperne sidder spredt, men tæt samlet mod skuddets endeknop. De er tæt dækkede af hvide hår og smalt kegleformede. Bladene er omvendt ægformede med dybt indskårne lapper og hel rand. I løvspringet er bladene tæt hårklædte og kobberfarvede. Senere er oversiden blank og mørkegrøn, mens undersiden gulbrun med spredte hårtotter. Høstfarven er rustbrun til klart rød. Blomstringen foregår samtidigt med løvspringet. De hanlige blomster er samlet i lange aks af reducerede blomster, mens de hunlige sidder nogle få sammen ved skudspidserne. Også de er reducerede. Frugterne er nødder (agern), som modner over 2 år. De er næsten kuglerunde og sidder i skællede bægre.
Træet når en højde på ca. 30 m og en bredde på 20 m, begge dele i hjemlandet.
Rodsystemet består af en kraftig pælerod og et vidt forgrenet net af hoved- og birødder. Underbarken indeholder et gult farvestof, quercitron, der har været brugt indtil 1940'erne.

## Udbredelse
Farveeg har sin naturlige udbredelse i den østlige halvdel af Nordamerika, dvs. fra Ontario i Canada til det østlige Texas i USA. Her indgår arten som et vigtigt led i de blandede skove og skovsavanner på en vedvarende fugtig, men veldrænet, lerrig morænejord.
I det nordvestlige Ohio fandtes den nævnte skovsavanne på det tidspunkt, da de europæiske nybyggere begyndte at opdyrke landet. Her voksede arten sammen med bl.a. amerikansk asp, amerikansk ceanothus, amerikansk hassel, amerikansk vortemælk, Aster oolentangiensis (en art af asters), bregnepors, Carex pensylvanica (en art af star), carolinarose, fåbladet lupin, Gaylussacia baccata (en art af bukkelbær), glansbladet hæg, gul farvebælg, hvideg, indianermonarda, kalkunfod, kantet sarsaparil, kopalsumak, lav blåbær, Lespedeza capitata og Lespedeza hirta (arter af Kløverbusk), Liatris aspera (en art af pragtskær), liden præriegræs, Lithospermum canescens og Lithospermum caroliniense (arter af stenfrø), orange silkeplante, Panicum lanuginosum (en art af hirse), Phlox pilosa (en art af floks), prærietandbælg, Rubus flagellaris (en art af brombær), sandkirsebær, skarlageneg, skarlagenjordbær, Solidago nemoralis (en art af Gyldenris), spinkel kambunke og sumpeg

## Anvendelse
Farveeg har været brugt for det gule farvestof i underbarken. Nu til dags bruges træer mest som prydtræ i større haver og parker.

## Galleri
|  |  |  |  |